# Альошкін Микола Михайлович
Альо́́шкін Мико́ла Миха́йлович (нар. 12 січня 1950, Курахове, Донецька область, Українська РСР, СРСР) — український архітектор, член Спілки архітекторів України з січня 1989 року.

## Біографія
Народився в м. Кураховому (Україна). Ще в школі захопився живописом. Після закінчення школи у 1967—1968 та 1970—1972 роках навчався в Донецькому індустріальному технікумі, отримав спеціальність гірничого електромеханіка.  У 1968—1970 роках проходив строкову службу в Радянській армії.
У 1974—1975 роках працював художником у 1-й майстерні Донецького художньо-виробничого комбінату Художнього фонду СРСР у Донецьку, виконував графічні роботи, розробляв шрифти.
У 1975—1980 роках навчався в Макіївському інженерно-будівельному інституті на архітектурному факультеті.
З серпня 1980 року — архітектор, начальник групи, начальник відділу, головний архітектор проєкту в проєктному інституті «Київметропроект» — Київській філії Проектно-вишукувального інституту «Метродіпротранс» (з березня 1991 року — Державний проектно-вишукувальний інститут «Київметропроект»).
У червні 2003 — листопаді 2004 року — начальник відділу, головний архітектор Проектного інституту «Укрспецтунельпроект», м. Київ.
У грудні 2004 — серпні 2011 року — головний архітектор проєкту в Державному підприємстві "Проектний інститут «Укрметротунельпроект», м. Київ.
З серпня 2011 року — начальник відділу, головний архітектор Проектного інституту «Укрспецтунельпроект», м. Київ.

## Творчий доробок

### Станції метро
Архітектор — автор проєктів станцій Київського метрополітену (у складі авторських колективів):
- «Палац „Україна“» (1984, спільно з архітекторами Тамарою Целіковською, Анатолієм Крушинським, художниками Степаном Кириченком, Романом Кириченком).
- «Театральна» (1987, спільно з архітекторами Анатолієм Крушинським, Тамарою Целіковською, скульптором Анатолієм Кущем.
- «Палац спорту» (1989, спільно з архітекторами Анатолієм Крушинським, Н. С. Горохівською).
- «Дружби народів» (1991, спільно з архітектором Анатолієм Крушинським).
- «Славутич» (1992, спільно з художниками Юрієм Левченком і Донатом Оболончиком).
- «Лук'янівська» (1996, спільно з архітекторами Тамарою Целіковською, Валерієм Гнєвишевим).
- «Печерська» (1997, підземний вестибюль, спільно з архітекторами Валерієм Гнєвишевим, Тамарою Целіковською).
- «Дорогожичі» (2000, спільно з архітекторами Валерієм Гнєвишевим, Тамарою Целіковською).
- «Житомирська» (2003, спільно з архітекторами Тамарою Целіковською, Валерієм Гнєвишевим, Олександром Панченком).
- «Академмістечко» (2003, спільно з архітекторами Тамарою Целіковською, Валерієм Гнєвишевим, Анатолієм Крушинським).
- «Лісова» (2005, реконструкція станції з побудовою другого виходу).
- «Дарниця» (2006, реконструкція станції з побудовою другого виходу).

Архітектор — автор проєктів станцій Сирецько-Печерської лінії Київського метрополітену (у складі авторських колективів): «Львівська брама», «Герцена», «Теличка» (1990-ті — 2010-ті роки; спільно з архітекторами Миколою Альошкіним, Тамарою Целіковською); станції «Вокзальна» Подільсько-Вигурівської лінії (2000-ні роки).

### Житлові будинки, адміністративні та виробничі будівлі
- Об'єкти міської інфраструктури в Ашгабаті, Арчабілі в Туркменістані.

## Зображення

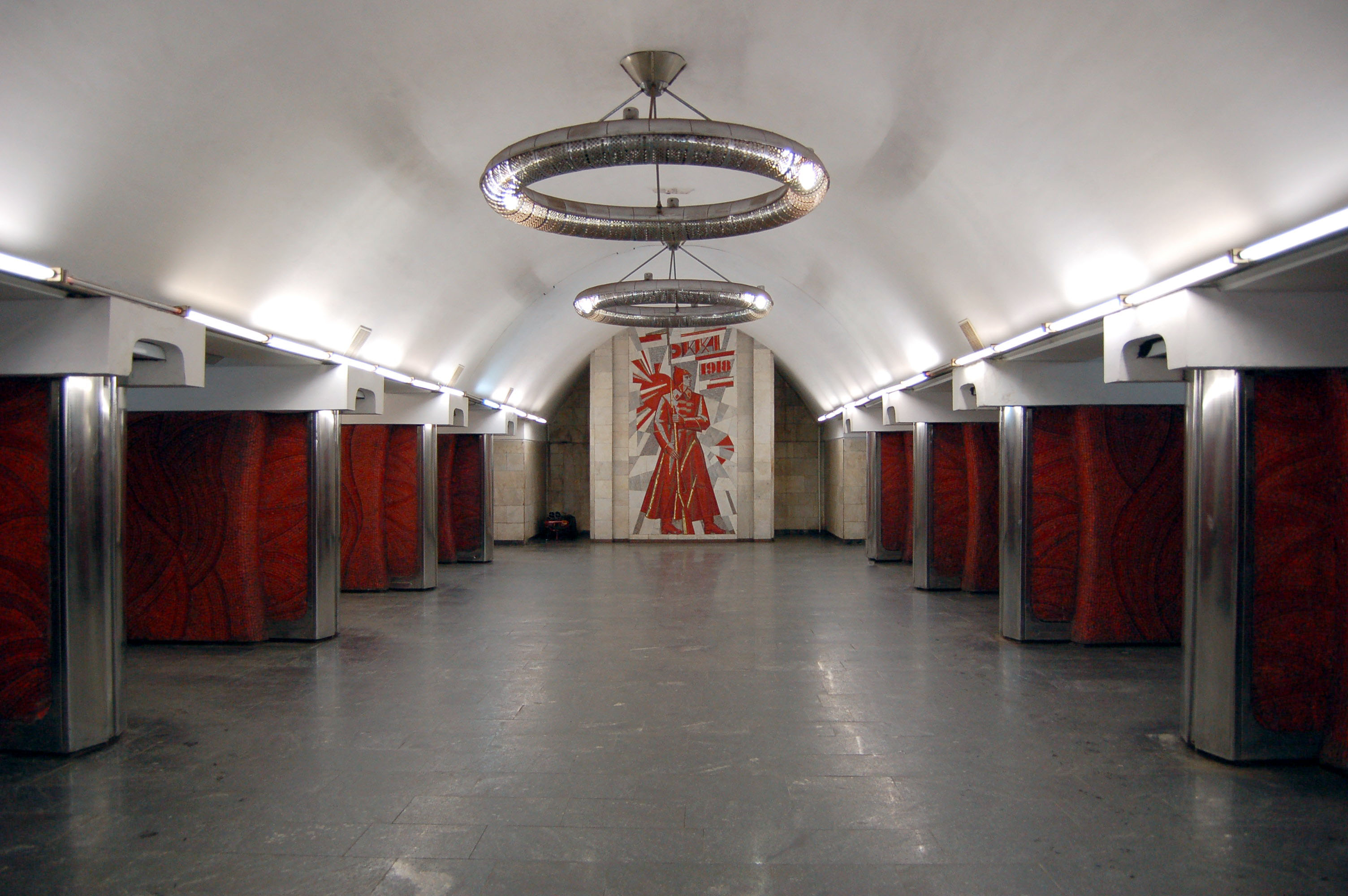
Станція метро «Палац „Україна“»
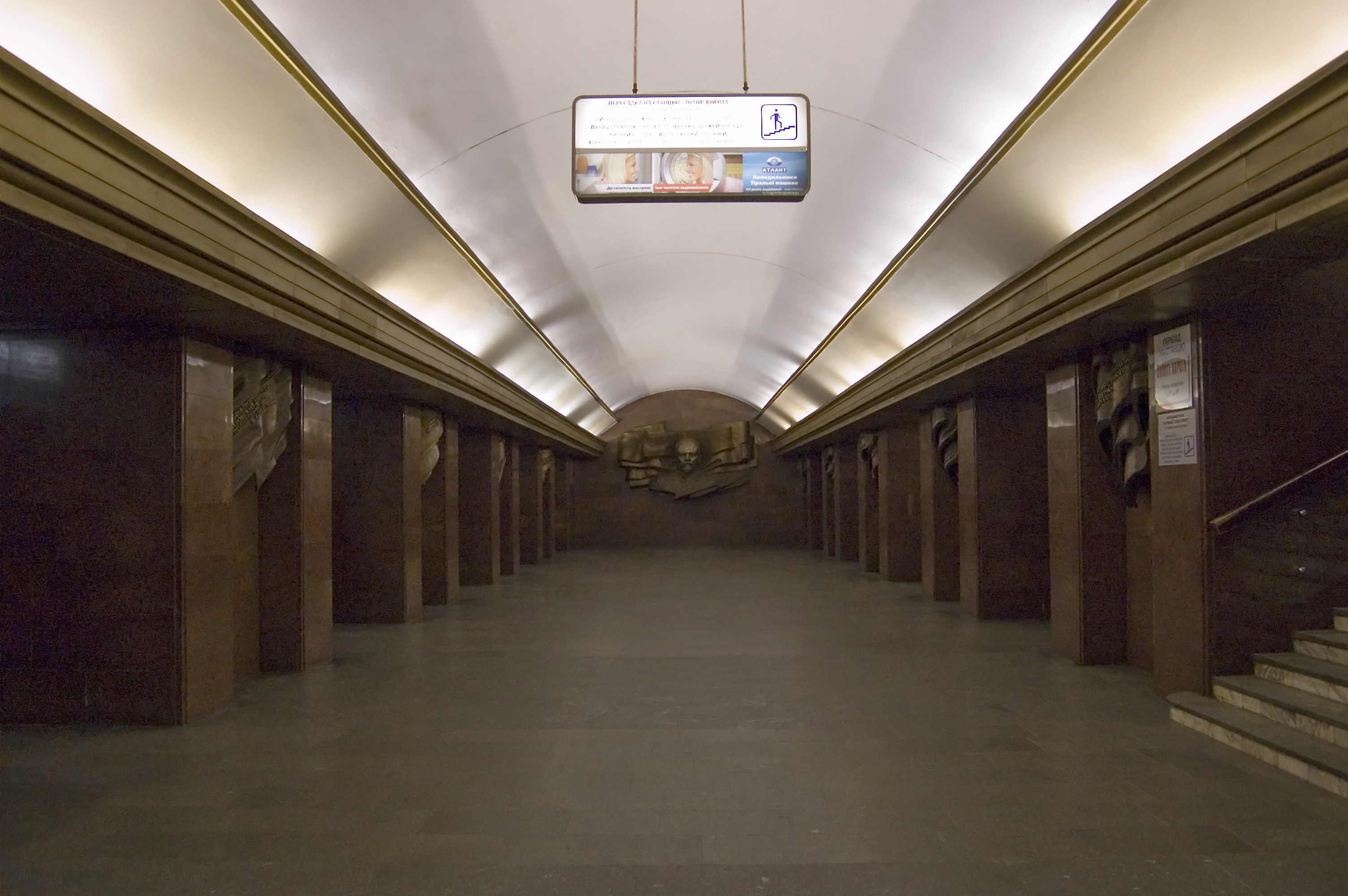
Станція метро «Театральна»
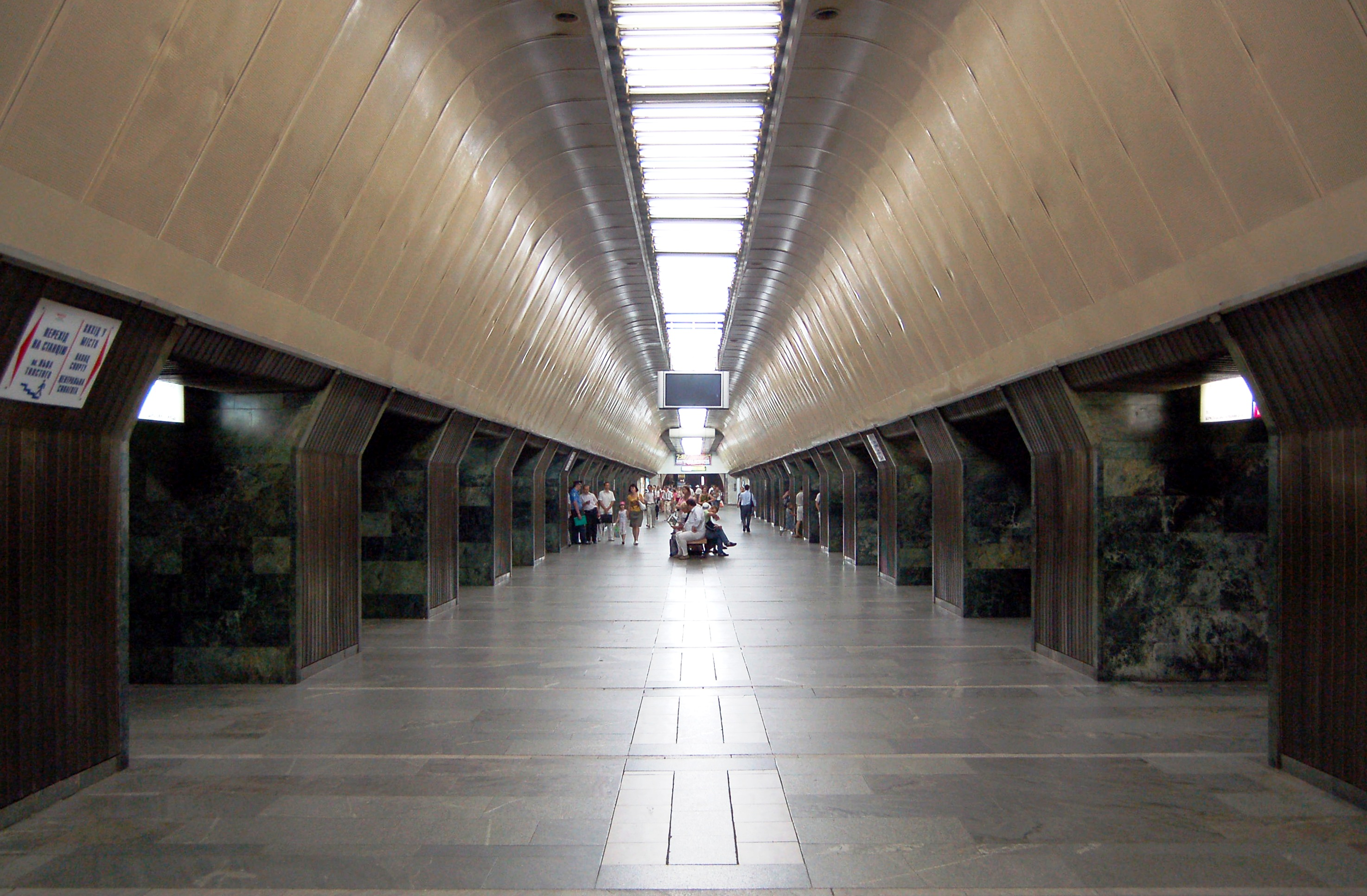
Станция метро «Палац спорту»
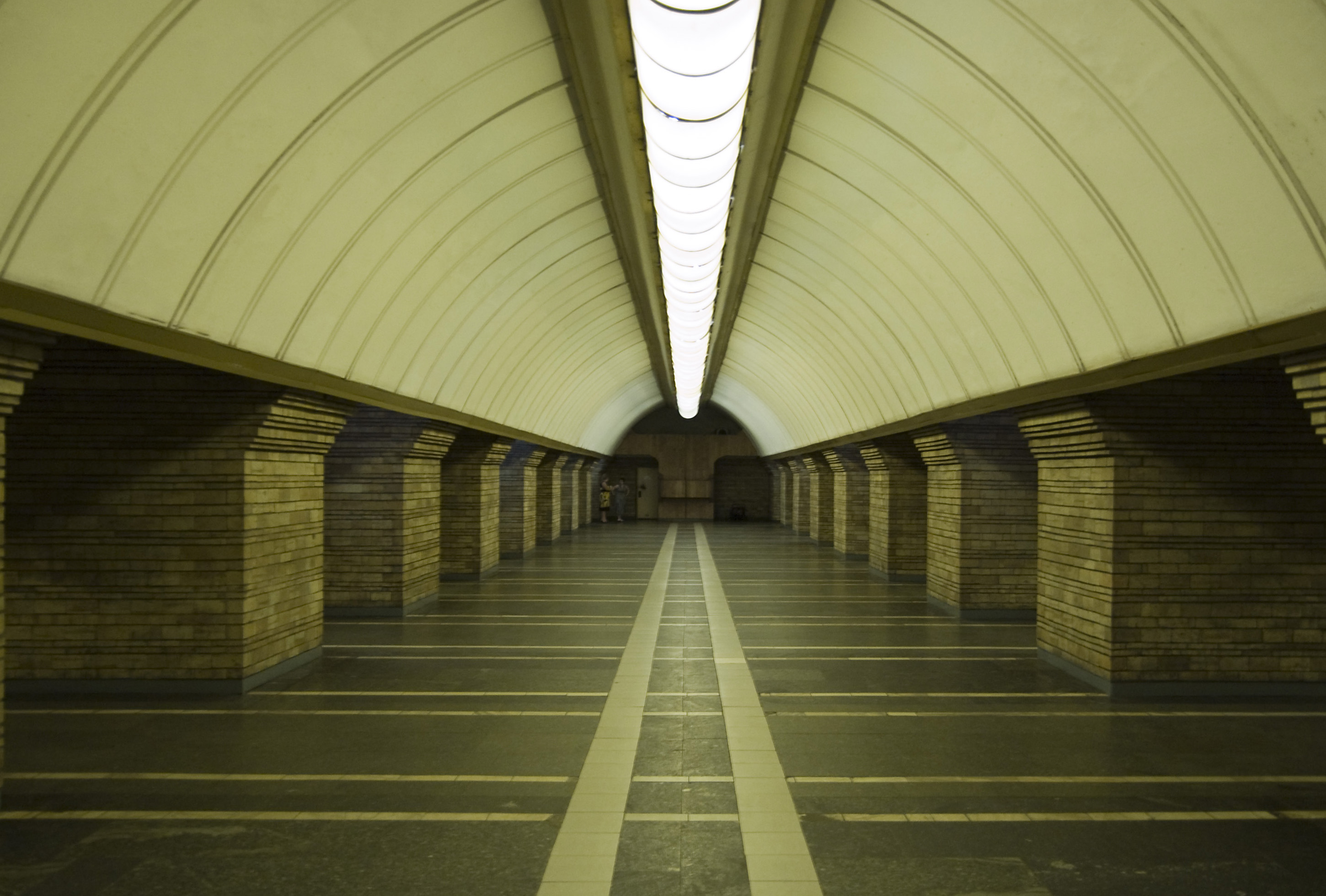
Станція метро «Дружби народів»
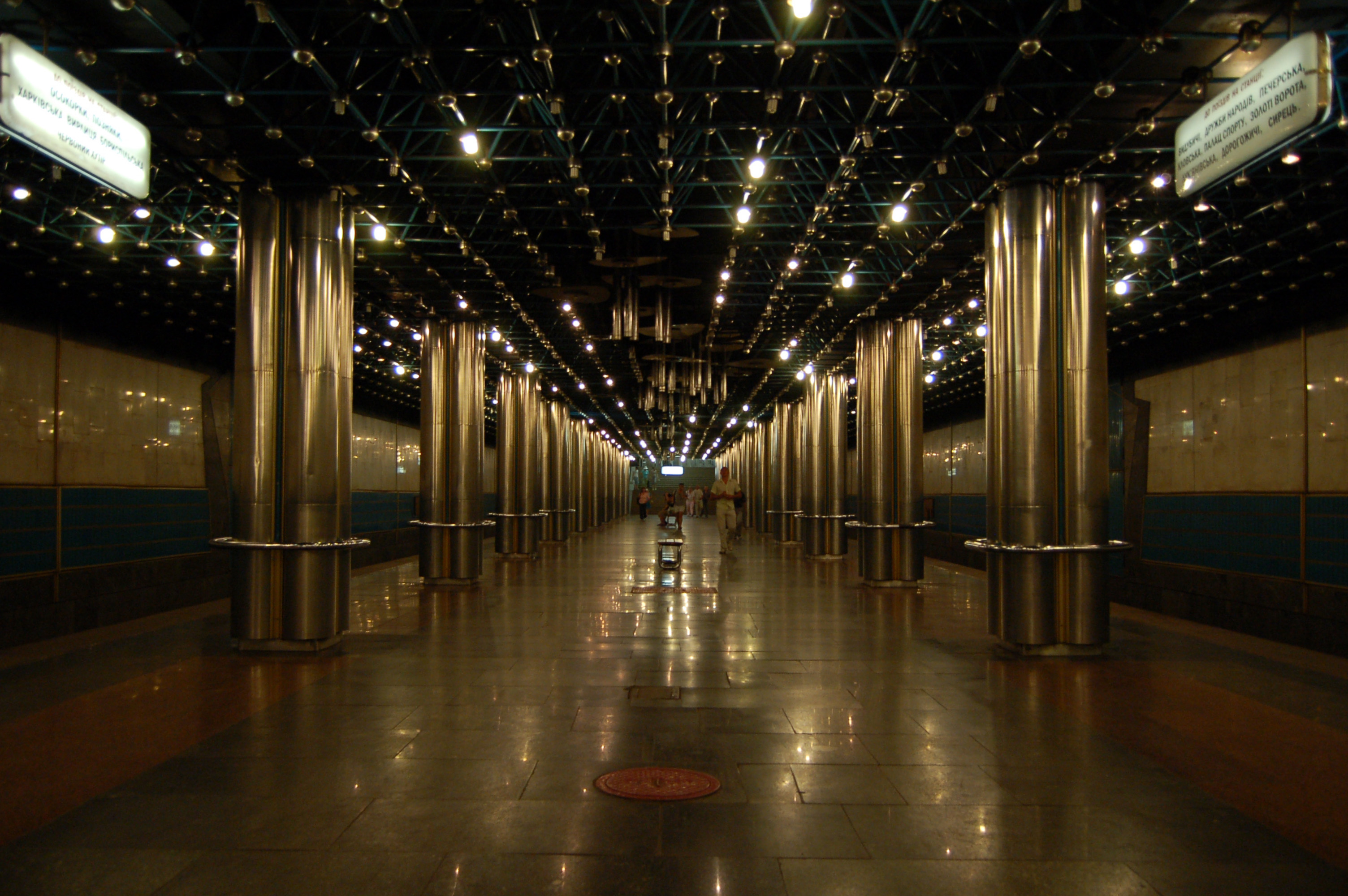
Станція метро «Славутич»
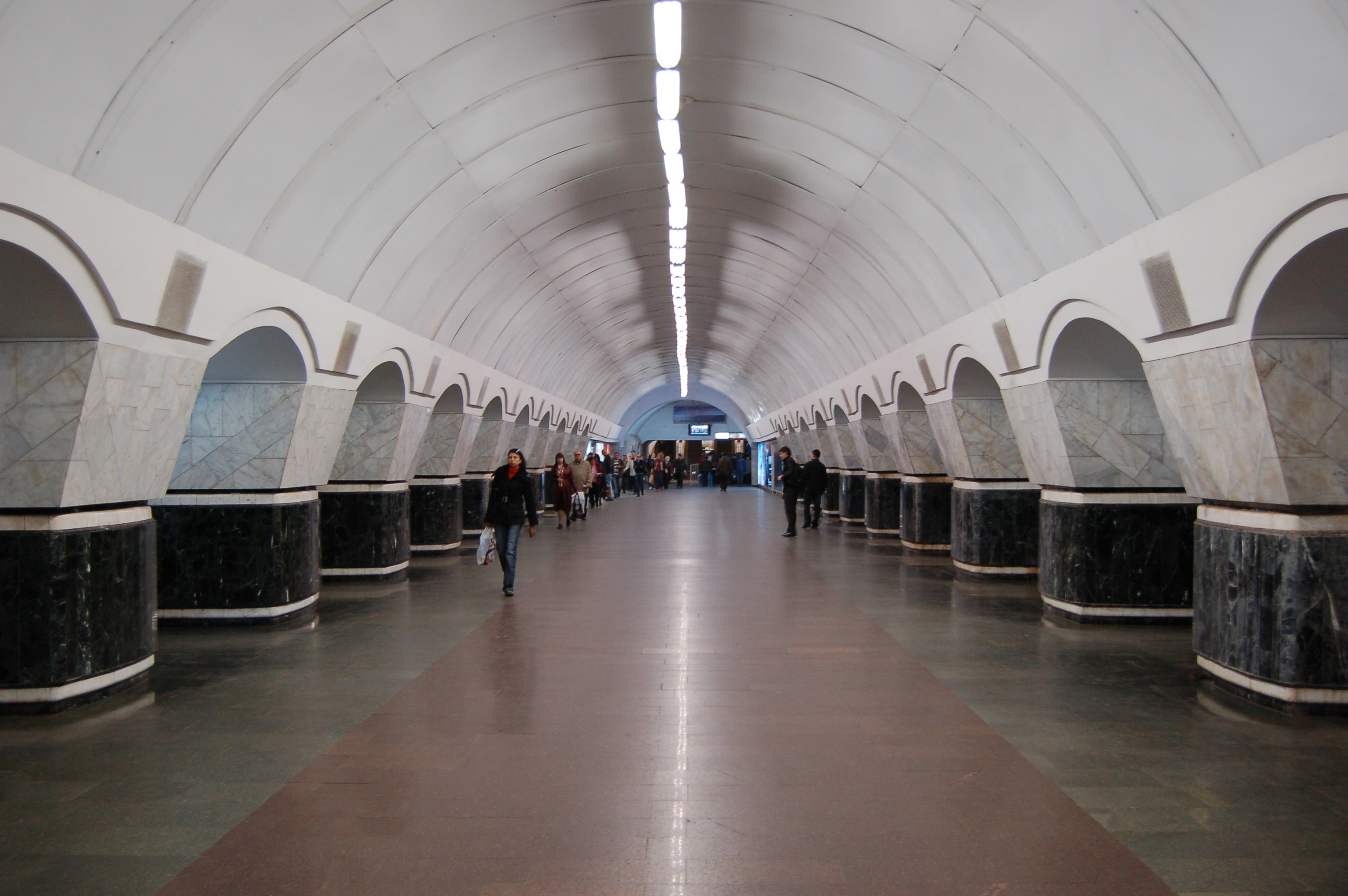
Станція метро «Лук'янівська»
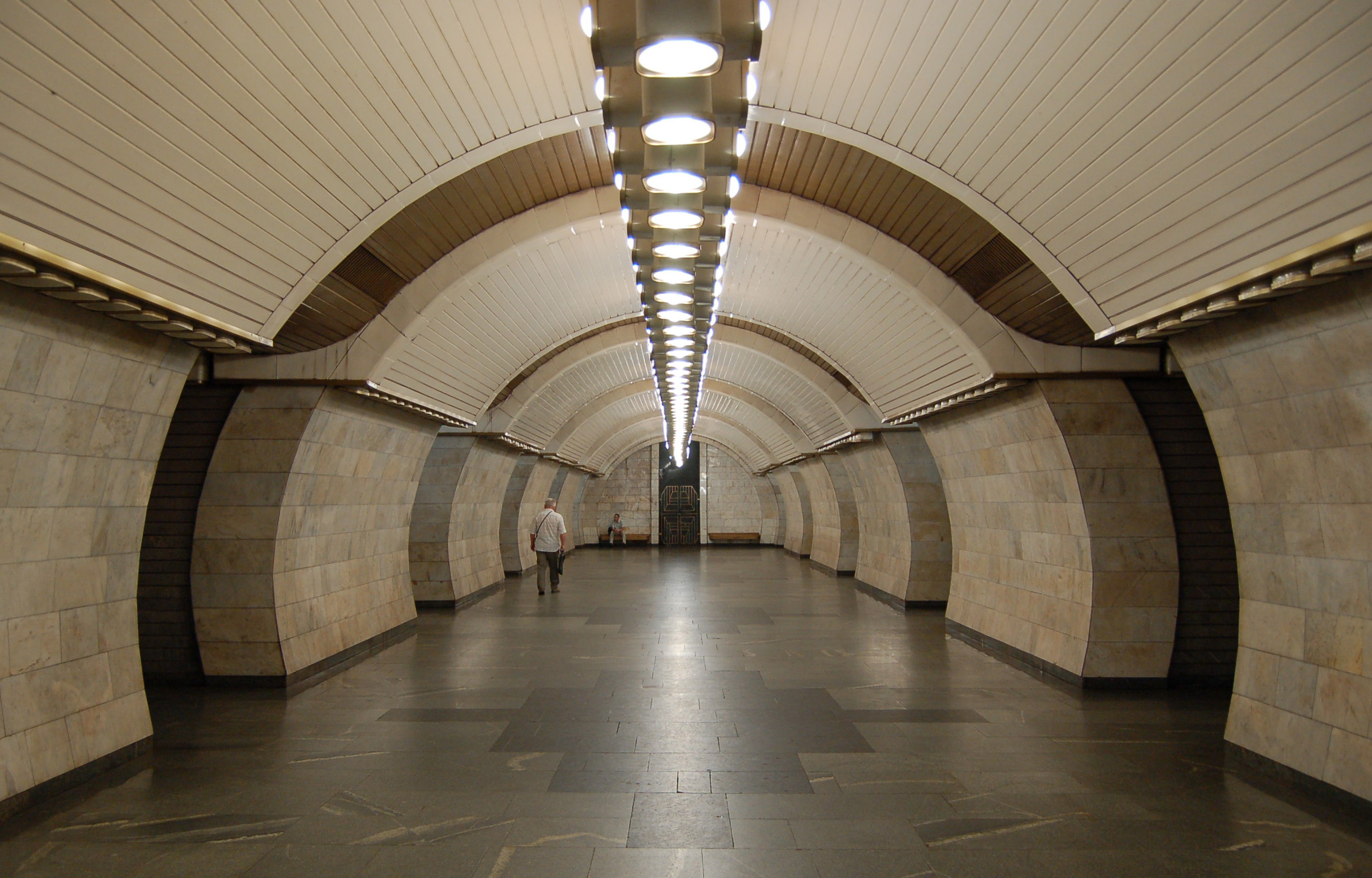
Станція метро «Печерська»
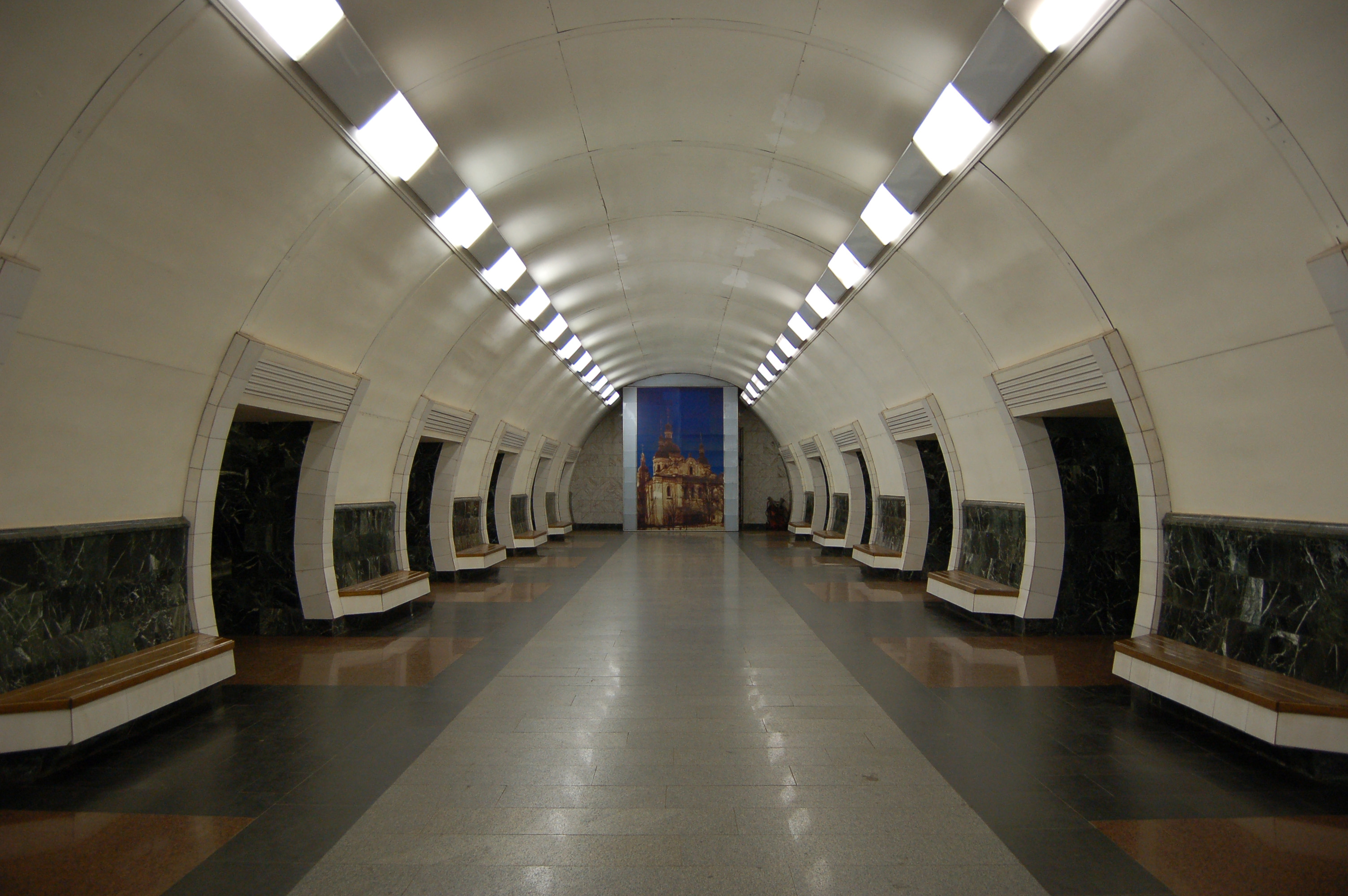
Станція метро «Дорогожичі»
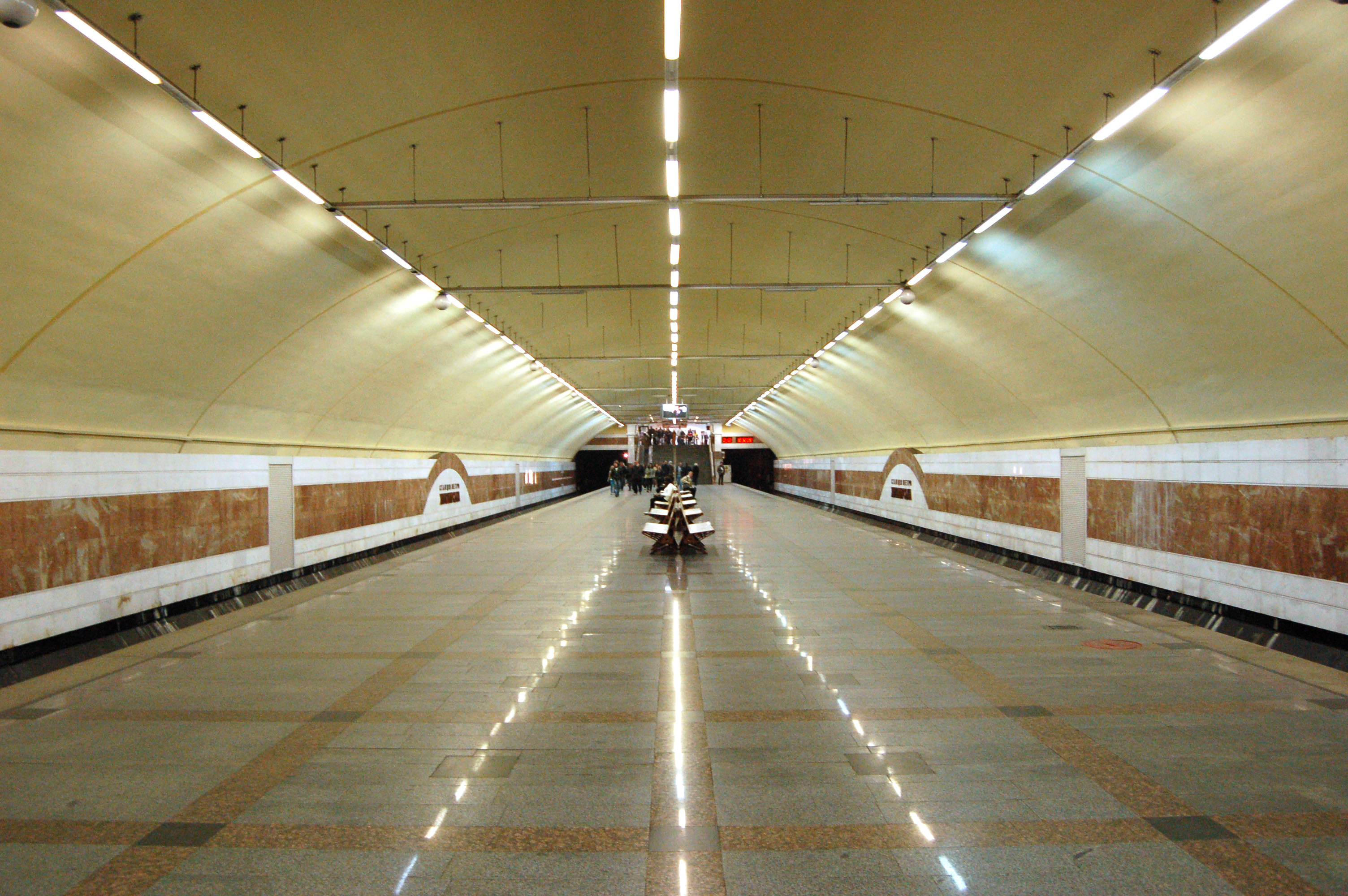
Станція метро «Житомирська»
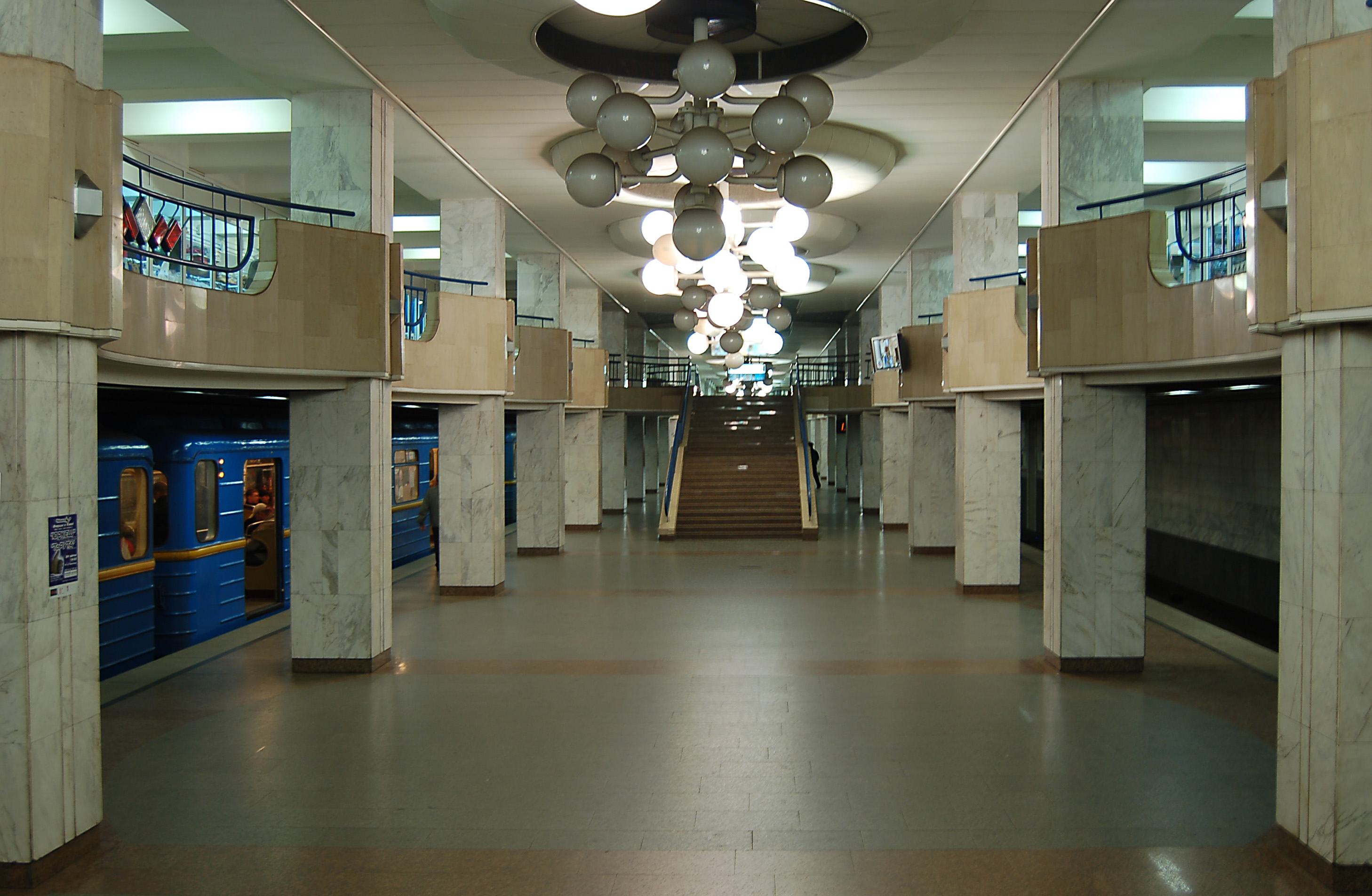
Станція метро «Академмістечко»
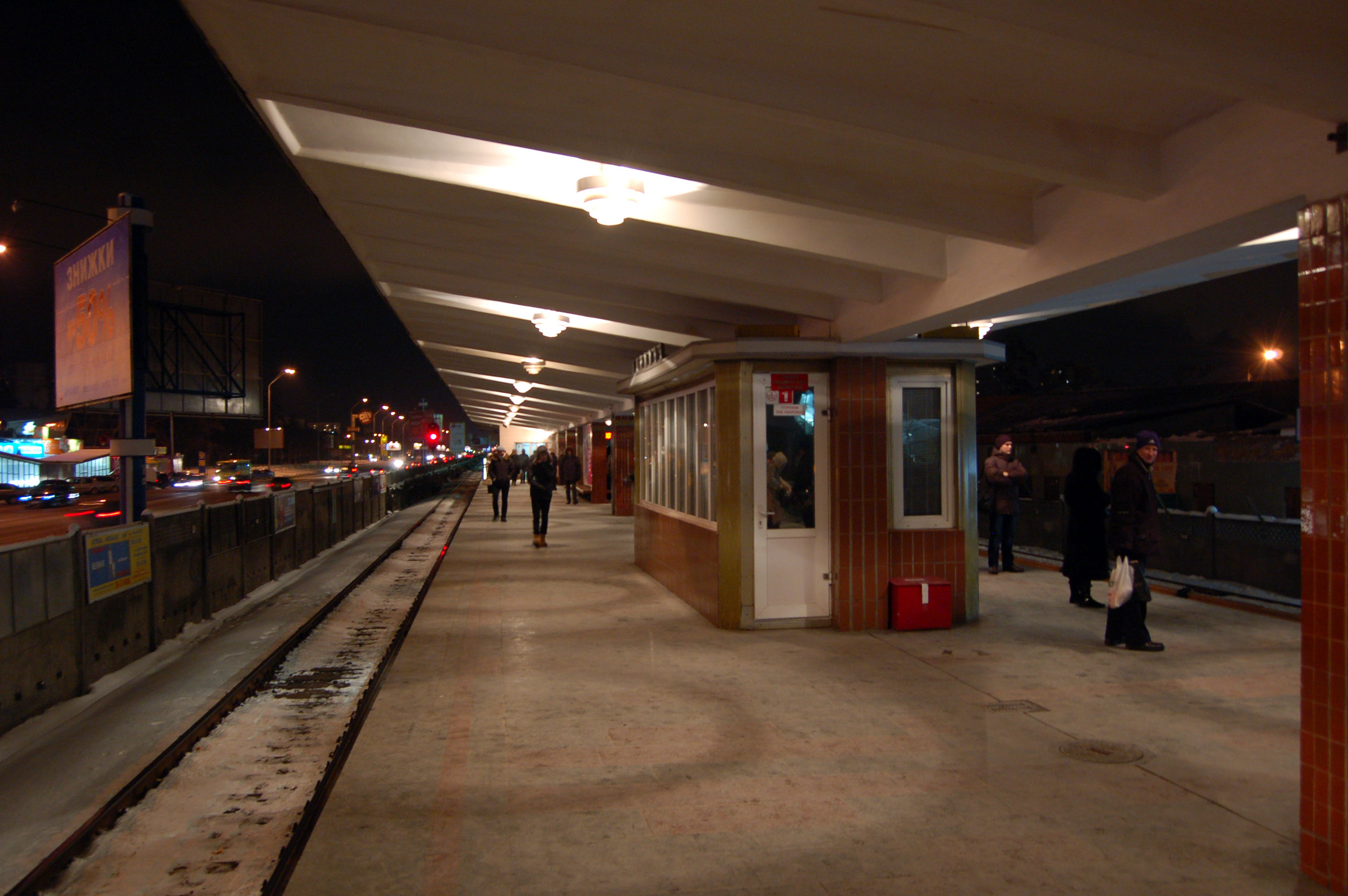
Станція метро «Дарниця»
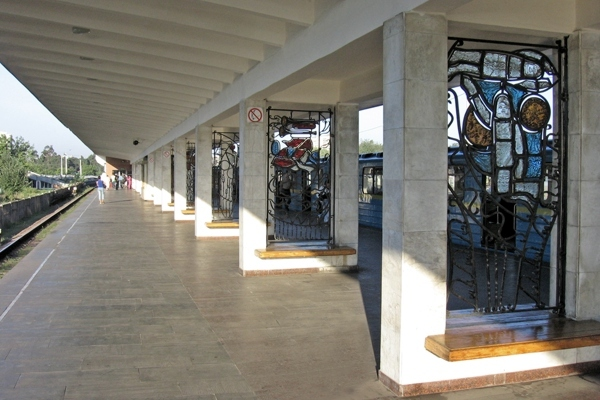
Станція метро «Лісова»